# Anjou (AOC)
Pour les articles homonymes, voir Anjou (homonymie).
L’anjou, le cabernet d'Anjou et le rosé d'Anjou sont des vins d'appellation d'origine contrôlée partageant la même aire de production (une vaste partie de Maine-et-Loire, ainsi qu'une petite partie des Deux-Sèvres et de la Vienne) et le même cahier des charges. Ces appellations régionales font partie du vignoble de la vallée de la Loire.

## Histoire

### Moyen Âge et Renaissance
Au Moyen Âge, le vignoble angevin était essentiellement situé autour des villes d'Angers et de Saumur. Il existait également un vignoble de coteaux le long de la Loire.
Au XVIe et XVIIe siècles, la canalisation des affluents de la Loire, dont le Layon, permet d'étendre le vignoble, notamment sous l'impulsion du négoce batave.

### Époque contemporaine

#### XIXesiècle
Comme ailleurs en France et dans le monde, la fin du XIXe siècle voit le phylloxéra ravager le vignoble angevin.

#### XXesiècle
Ce vignoble est classé appellation d'origine contrôlée par le décret du 14 novembre 1936. Le cahier des charges est commun aux appellations « anjou », « cabernet d'Anjou » et « rosé d'Anjou », les derniers datant de novembre 2011, de juin 2016 et de janvier 2024.
L'appellation cabernet d'Anjou, quant à elle, a originellement été reconnue AOC par le décret du 18 octobre 1950 (à l'époque sous le nom « anjou-saumur rosé de cabernet ». L'appellation prend son nom de cabernet d'Anjou par le décret du 9 mai 1964.

## Étymologie
Le nom du vignoble provient évidemment de l'ancienne province française homonyme. Cette province tire elle-même son nom du peuple gaulois qui l'occupait avant l'arrivée des Romains : les Andécaves.

## Situation géographique

### Géologie et orographie
L'Anjou se situe exactement entre deux grandes structures géologiques majeures : le massif armoricain à l'ouest et le bassin parisien à l'est. Ses paysages en sont donc d'autant plus variés. Cependant, d'un point de vue géologique, la région peut se découper en trois ensembles :
- l'Anjou noir composé de schistes ardoisiers et de carbonifères dans le Segréen et les Mauges à l'ouest d'Angers. C'est le terroir des grands vins « villages » des coteaux-du-Layon qui donnent leur caractère inimitable aux blancs angevins issus du chenin ;
- l'Anjou blanche du tuffeau dans le Saumurois, à l'est, marque l'extrémité sud-ouest du bassin parisien ;
- la vallée de la Loire, apportant son lot de sables et graviers au gré de ses crues millénaires, constitue le trait d'union entre l'est (le bassin parisien) et l'ouest (le massif armoricain)[12],[13].

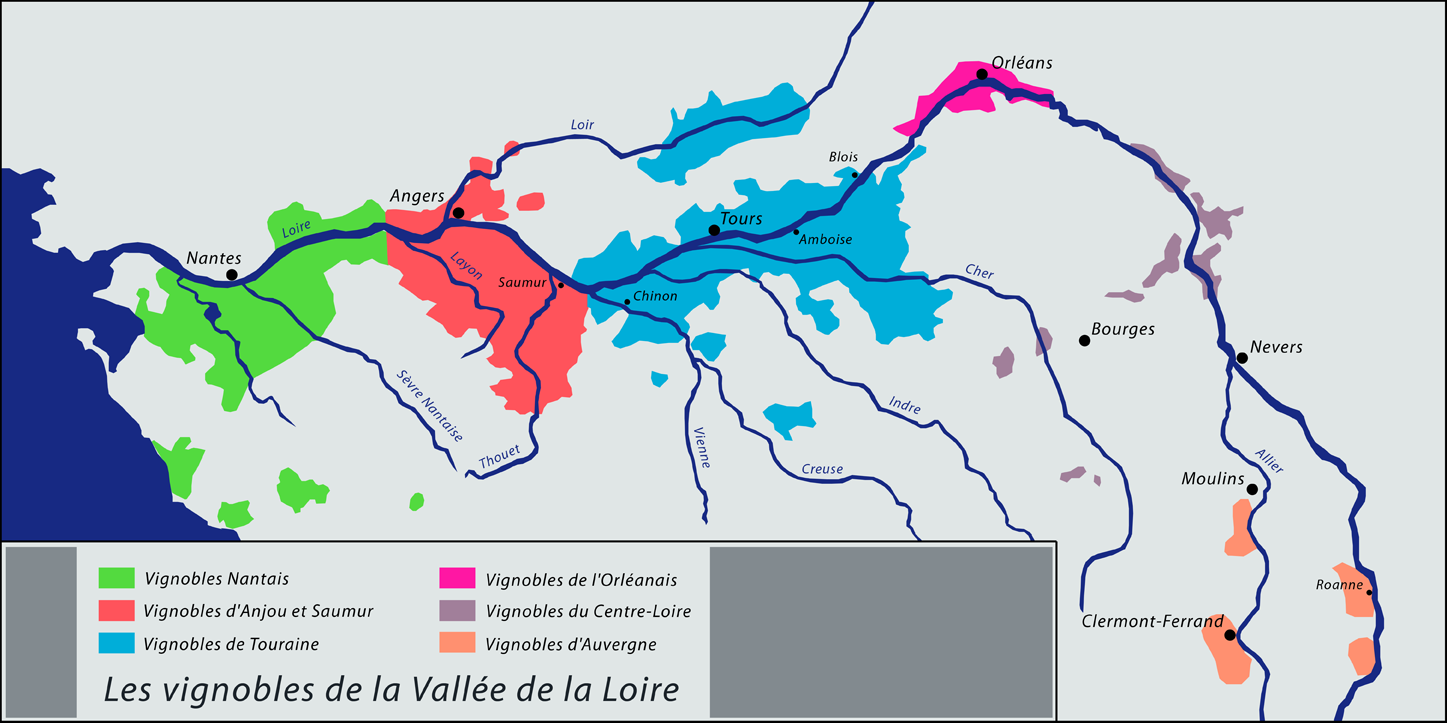
vignobles de la vallée de la Loire

### Climat
La région est située en zone tempérée, sous influence océanique. Ce climat se caractérise par des hivers doux et pluvieux, ainsi que par une faible amplitude thermique.
Pour la ville d'Angers, les relevés climatiques moyens sont :
| Mois                              | jan. | fév. | mars | avril | mai  | juin | jui. | août | sep. | oct. | nov. | déc. | année |
| --------------------------------- | ---- | ---- | ---- | ----- | ---- | ---- | ---- | ---- | ---- | ---- | ---- | ---- | ----- |
| Température minimale moyenne (°C) | 2,1  | 2,2  | 3,9  | 5,6   | 8,9  | 11,8 | 13,6 | 13,4 | 11,3 | 8,4  | 4,6  | 2,8  | 7,4   |
| Température maximale moyenne (°C) | 7,9  | 9,2  | 12,6 | 15,3  | 19   | 22,6 | 24,9 | 24,7 | 21,8 | 17   | 11,4 | 8,4  | 16,2  |
| Ensoleillement (h)                | 70   | 92   | 141  | 179   | 201  | 234  | 248  | 237  | 191  | 129  | 89   | 65   | 1 877 |
| Précipitations (mm)               | 62,1 | 50,8 | 51,7 | 44,6  | 54,4 | 41,2 | 43,8 | 44,9 | 52,2 | 59,6 | 64,5 | 63,4 | 633,4 |

## Vignoble

### Présentation

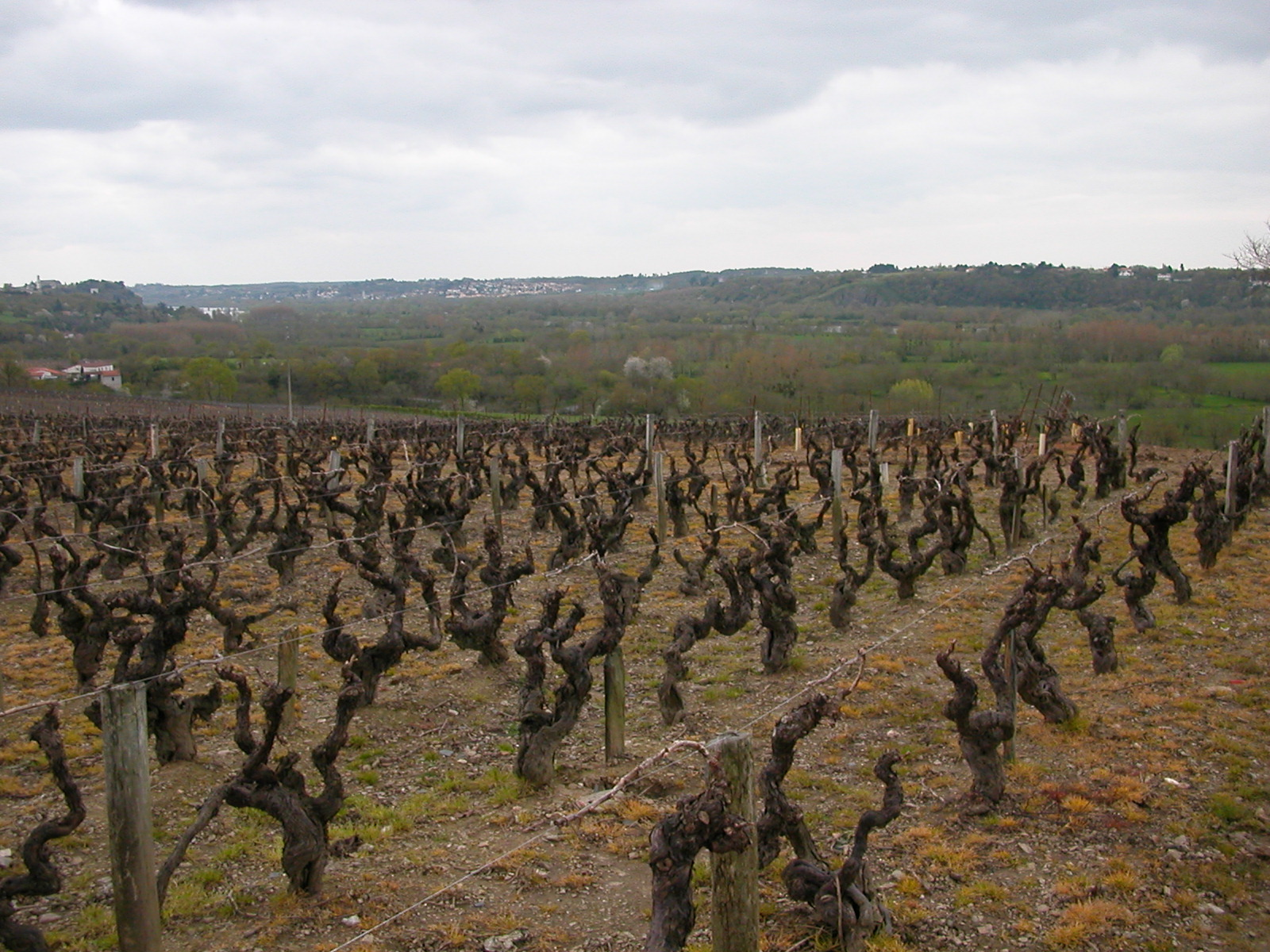
Vignoble angevin au printemps

La superficie produisant de l'anjou est estimée à 2 490 hectares, mais l'aire d'appellation est bien plus vaste, couvrant la majorité du vignoble angevin, sur 126 communes de Maine-et-Loire, 14 du département des Deux-Sèvres et 9 de la Vienne.
Le vignoble angevin comprend d'autres appellations, qualifiées de « sous-régionales » par l'INAO : le saumur, le saumur-champigny, le coteaux-de-saumur, l'anjou villages, l'anjou villages brissac, le savennières, le coteaux-du-layon, le coteaux-de-l'aubance, le bonnezeaux, le chaume et le quarts-de-chaume. Les vins pouvant prétendre à ces AOC peuvent également prétendre à l'appellation générique anjou, qui a un cahier des charges moins exigeant.
L'AOC anjou peut être suivi de l'indication « gamay » pour les vins rouges issus du seul cépage gamay. Les cabernet-d'Anjou et rosé-d'Anjou forment des appellations spécifiques pour les vins rosés, mais avec le même cahier des charges que l'appellation anjou.
Les noms des vins AOC anjou peuvent également être suivi de l'indication géographique « Val de Loire ».

### Encépagement
Vin blancs
Les cépages autorisés pour les vins blancs tranquilles sont le chenin, en cépage principal, et le chardonnay et le sauvignon comme cépages accessoires. Le chenin doit représenter au moins 80 % de l'encépagement d'un anjou blanc.
Concernant les vins blancs mousseux, le chenin reste le cépage principal. Les cépages accessoires sont le cabernet franc, le cabernet-sauvignon, le chardonnay, le gamay, le grolleau, le grolleau gris et le pineau d'Aunis. La proportion de chardonnay doit être inférieure à 20 % de l'encépagement.
Vins rouges
Pour les anjou rouges, le cabernet franc et le cabernet-sauvignon sont autorisés comme cépages principaux ; le pineau d'Aunis et le grolleau comme cépages accessoires. La proportion des cépages accessoires doit être inférieure ou égale à 30 % de l'encépagement d'une exploitation. Concernant le seul grolleau, sa proportion doit être inférieure ou égale à 10 %.
Le gamay est l'unique cépage autorisé pour l'anjou-gamay.

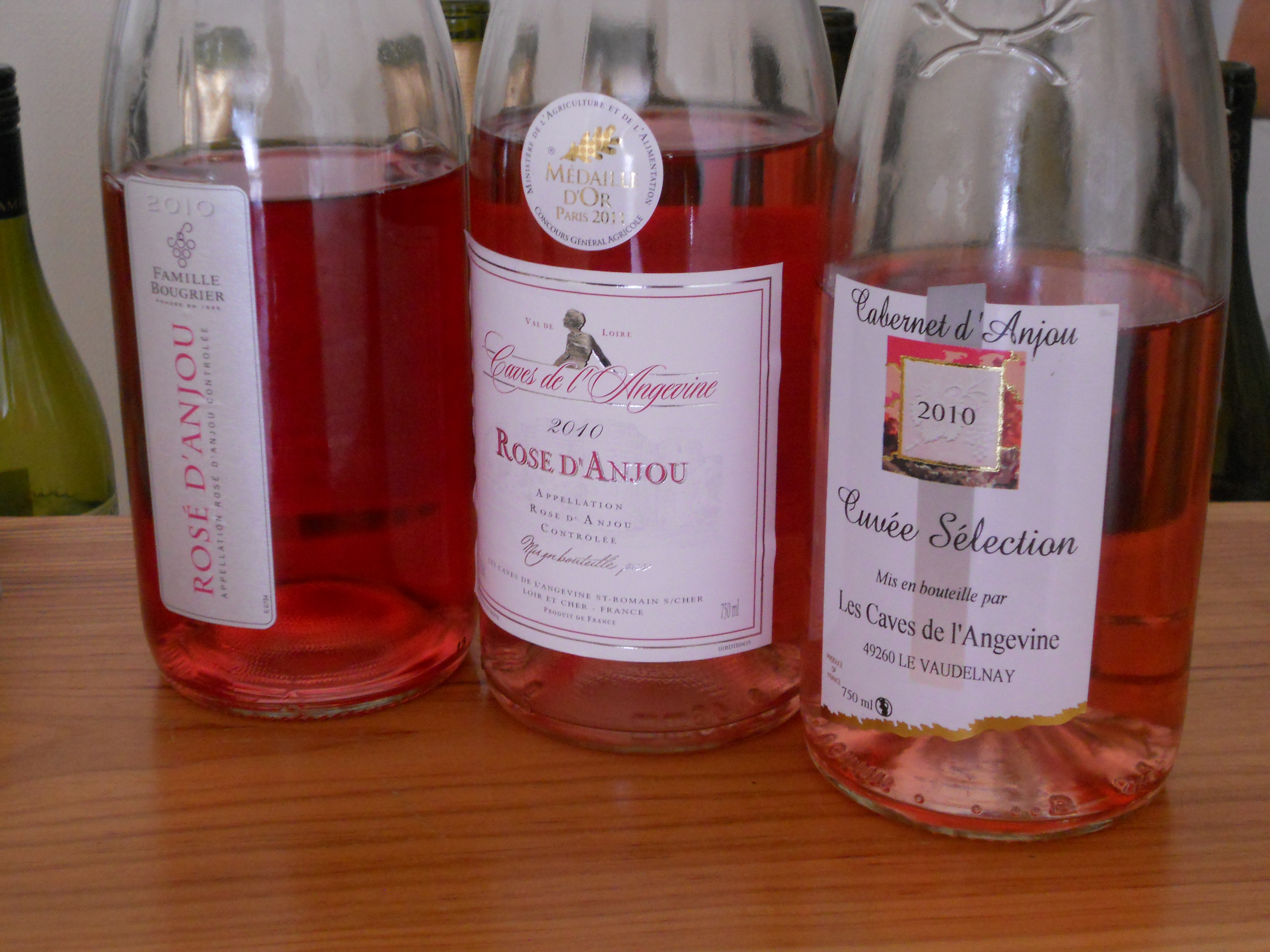
Rosé et Cabernet d'Anjou

Vins rosés
Les cépages autorisés pour le rosé d'anjou sont le cabernet franc, le cabernet-sauvignon, le côt, le gamay, le grolleau, le grolleau gris et le  pineau d'Aunis.
Pour le cabernet d'Anjou, seuls les cépages cabernet franc et cabernet-sauvignon sont autorisés.
Pour les vins rosés mousseux, les cépages autorisés sont le cabernet franc, le cabernet-sauvignon, le gamay, le grolleau, le grolleau gris et le pineau d'Aunis.

### Méthodes culturales
Réglementairement, les parcelles de vigne présentent une densité minimale de 4 000 pieds à l'hectare.
Concernant la taille de la vigne, c'est une taille de type Guyot qui est utilisée. Celle-ci doit être effectuée au plus tard le 30 avril, et selon les règles suivantes :
| Cépages                              | Règles de taille |
| ------------------------------------ | --- |
| Cot, gamay, pineau d'Aunis           | - soit avec un maximum de 10 yeux francs par pied et un maximum de 6 yeux francs sur le long bois ; - soit avec un maximum de 12 yeux francs par pied et un maximum de 4 yeux francs sur le long bois. |
| Chenin                               | - soit avec un maximum de 12 yeux francs par pied et un maximum de 5 yeux francs sur le long bois ; - soit avec un maximum de 14 yeux francs par pied et un maximum de 4 yeux francs sur le long bois. |
| Grolleau et grolleau gris            | - soit avec un maximum de 10 yeux francs par pied et un maximum de 5 yeux francs sur le long bois ; - soit avec un maximum de 12 yeux francs par pied et un maximum de 4 yeux francs sur le long bois. |
| Cabernet franc et cabernet-sauvignon | avec un maximum de 14 yeux francs par pied et un maximum de 8 yeux francs sur le long bois. |
| Chardonnay et sauvignon              | - soit avec un maximum de 12 yeux francs par pied et un maximum de 8 yeux francs sur le long bois ; - soit avec un maximum de 14 yeux francs par pied et un maximum de 5 yeux francs sur le long bois. |

### Rendements
Les rendements maximum sont fixés à 60 hectolitres à l'hectare pour les vins blancs et rouges. Ils sont fixés à 65 hectolitre maximum à l'hectare pour le rosé d'Anjou.
Les rendements visés sont fixés à 52 hectolitres à l'hectare pour les vins blancs, 54 hectolitres à l'hectare pour les vins rouges.

### Titres alcoométriques volumiques minimal et maximal
Les titres alcoométriques volumique (anciennement appelé degré du vin) minimal et maximal que doivent respecter les exploitants de cette appellation pour que leurs vins soient commercialisables sont les suivants :
| AOC                             | Titre alcoométrique volumique | Titre alcoométrique volumique |
| AOC                             | minimal                       | maximal                       |
| ------------------------------- | ----------------------------- | ----------------------------- |
| anjou blanc                     | 11 %                          | 12,5 %                        |
| anjou rouge                     | 10,5 %                        | 12,5 %                        |
| anjou gamay                     | 10,5 %                        | 12,5 %                        |
| rosé d'Anjou                    | 9,5 %                         | 12 %                          |
| cabernet d'Anjou                | 10,5 %                        | 13 %                          |
| vins mousseux (blancs et rosés) | 10,5 %                        | 13 %                          |

### Vinification et élevage
Avant toute vendange et vinification, « un  contrôle  de  maturité  (densité,  richesse en  sucre,  acidité  totale)  ou  une  fiche  de dégustation  des  baies  sur  au  moins  une parcelle par type de produit (vin tranquille, liquoreux, mousseux). ».
Il est obligatoire, pour tous les vins avant d'être commercialisés, de réaliser un examen 
analytique concernant l'acidité volatile, le titre alcoométrique volumique acquis, l'acide malique (pour les vins rouges exclusivement), l'anhydride sulfurique total, l'acidité totale, les sucres (glucose et fructose) ainsi que la surpression pour les vins mousseux.

### Terroir et vins
Vins blancs
Secs, les anjou blancs s'illustrent autant par leur fraîcheur que par une étonnante finesse aromatique. Celle-ci est dominée par des senteurs de pomme et d'agrumes avec, selon le degré de maturité, des notes de coing, de tilleul, d'amande grillée ou de cannelle. Les vins issus exclusivement de chenin vendangé bien mûr sont complexes et présentent des arômes de fruits blancs surmûris et une structure presque onctueuse.
Les vins blancs d'Anjou sont parfois aptes à vieillir (jusqu'à 10 ans).
Vins rouges
Les anjou rouges ont en général une robe rubis et présentent des arômes de fruits rouges, parfois épicés. Sa fraîcheur et la finesse de ses tanins permettent de le boire rapidement, ou dans les trois ans.
Vins rosés
Le rosé d'Anjou est, comme son nom l'indique, un vin rosé. C'est un vin demi-sec, à boire dans les deux ans.
Le cabernet d'Anjou est un vin rosé doux, voire moelleux. Il se garde environ deux ans.

### Gastronomie
L'anjou blanc s'associe très bien avec les coquilles Saint-Jacques gratinées, le homard, la sole, les poissons de rivière, le saumon, le veau à l'ancienne ou encore la poularde. Le vin doit être servi entre 8 et 10 °C.
L'anjou rouge se marie avec les charcuteries, le lapin, le magret de canard, le veau, les viandes rouges grillées et les volailles rôties. La température de service idéale est située entre 12 et 13 °C.
L'anjou-gamay se déguste aux alentours de 12 °C. Le primeur se boit à une température un peu plus basse.
La température de service des vins rosés (cabernet d'Anjou et rosé d'Anjou) se situe entre 10 et 12 °C.

### Structure des exploitations
L'aire d'appellation comprend 810 viticulteurs et 570 vinificateurs (555 caves particulières, 4 caves coopératives et 11 négociants).

### Confrérie des Chevaliers du Sacavin d'Anjou et de Saumur
La Confrérie des Chevaliers du Sacavin est la plus ancienne confrérie bachique des temps modernes, fondée en 1904 par le baron de Grandmaison dans les caves du Château de Montreuil-Bellay (Maine-et-Loire). Cette confrérie a pour devise une citation de Raoul Ponchon : « Quand mon verre est plein, je le vide et quand il est vide je le plains. »Son siège est à Angers, capitale historique de l'Anjou. Très active et ouverte au monde, la Confrérie  installe une Commanderie à Londres en 1970 et une Commanderie en Chine, dans la province du Hebei, au nord de Pékin,  le 8 juin 2016. En mai 2016, la Confrérie participe au Colloque de l'université de Reims Champagne Ardennes : " Patrimoine immatériel et identités. Entre terroirs et territoires : les confréries et leurs discours", avec le sujet : "La Confrérie des Chevaliers du Sacavin d'Anjou et de Saumur : un ancrage local, une ouverture au monde."

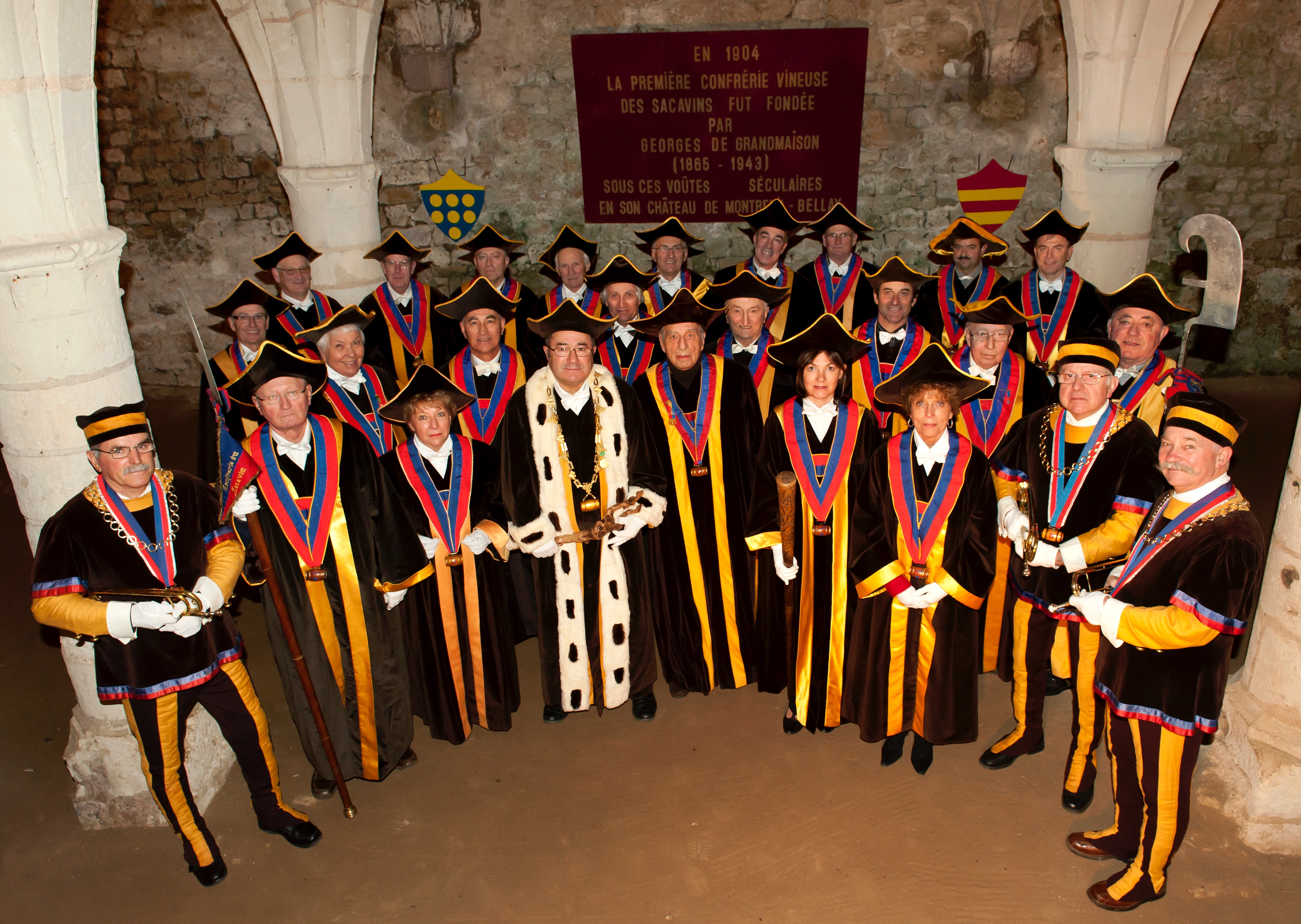
Grand Conseil de la Confrérie des Chevaliers du Sacavin
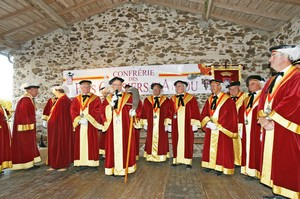
Participation des Fins Gousiers d'Anjou au ban des vendanges

### Confrérie des Fins Gousiers d'Anjou
Créé en 1952, la Confrérie des Fins Gousiers d'Anjou, dont le siège social est à Saint-Lambert-du-Lattay (Maine-et-Loire), est sans doute un des représentants les plus actifs du terroir français et plus particulièrement celui de l’Anjou.